# Kindertagesstätte Hansegracht

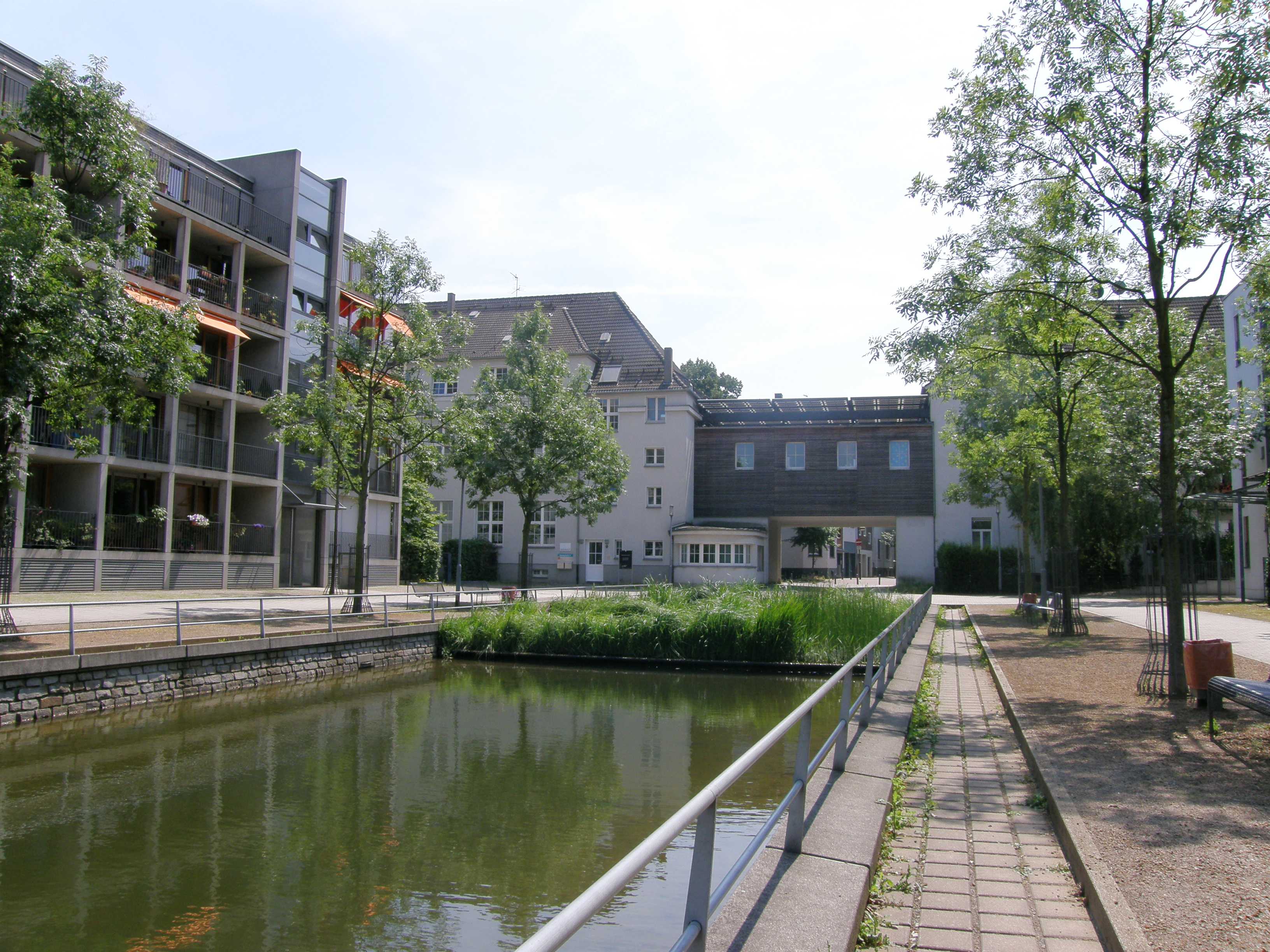
Hansegracht mit der Kindertagesstätte im und neben dem Torbogen

Die Kindertagesstätte Hansegracht ist Teil des Wohnkonzeptes am Duisburger Innenhafen und befindet sich in historischen Bauten der ersten Tabakfabrik von Duisburg. Sie ist Teil der Route der Industriekultur.

## Einrichtung
In der Tagesstätte werden Kinder ab drei Jahren bis zum Eintritt in die Schule betreut. Derzeit existieren vier Gruppen mit jeweils 25 Kindern, maximal ist die Einrichtung auf 120 Kinder ausgelegt. Der Kindergarten arbeitet gruppenübergreifend, das heißt die Kinder können an allgemeinen Angeboten oder an Aktivitäten der anderen Gruppen teilnehmen. Ein pädagogischer Schwerpunkt ist – auch aufgrund der Nähe zu Museen und Kunstobjekten – die Arbeit in Kunstprojekten. Träger der Einrichtung ist die Stadt Duisburg.

## Gebäude
Untergebracht ist der Kindergarten im ehemaligen Verwaltungsgebäude neben und über dem Torbogen der Tabakfabrik Arnold Böninger (Markenname „AB“) am südlichen Ende der Hansegracht. 
1907 hatte die Fabrik an den Innenhafen umziehen müssen, nachdem in einem Großbrand das ursprüngliche Produktionsgebäude in der Kuhstraße vernichtet worden war. Von 1912 bis 1975 wurde in der Manufaktur Kau- und Rauchtabak hergestellt. Bergleute waren die hauptsächlichen Abnehmer des Kautabaks, da untertage nicht geraucht werden durfte. 
Die Firma ging auf einen Kolonialwarenhandel von Peter Böninger aus dem ersten Drittel des 17. Jahrhunderts zurück, die Firmeninhaber waren auf vielfältige Art und Weise mit der Geschichte der Stadt Duisburg verbunden: Arnold Böninger wurde 1812 Bürgermeister, sein Sohn Carl Böninger war an der Gründung des Rhein-Canal-Aktienvereins (Finanzierung der Kanalverbindung zum Rhein) beteiligt und Vorsitzender der Handelskammer. Außerdem sorgte er dafür, dass Duisburg einen Anschluss an die Köln-Mindener Eisenbahn bekam. Die historischen Unterlagen der Firma Arnold Böninger (Laufzeit von 1632 bis 1992) werden seit 1992 vom Rheinisch-Westfälischen Wirtschaftsarchiv zu Köln bearbeitet.
Im März 1989 wurde der Firmensitz von Duisburg nach Bernau/Chiemsee verlegt, 1994 die Restbauten und das Grundstück an die Stadt Duisburg veräußert, 1995 die Manufaktur abgerissen. Die Umbauten durch die GEBAG für die Kindertagesstätte waren 1998 abgeschlossen, es war eines der ersten fertiggestellten Gebäude im umgestalteten Innenhafen.